# Peppermint: Angel of Vengeance
Peppermint: Angel of Vengeance (Originaltitel: Peppermint) ist ein US-amerikanischer Action-Thriller des Regisseurs Pierre Morel mit Jennifer Garner in der Hauptrolle. In den weiteren Rollen sind John Gallagher Jr., John Ortiz und Juan Pablo Raba zu sehen. Der Film startete am 7. September 2018 in den USA und am 29. November 2018 in den deutschen Kinos.

## Handlung
Die glücklich verheiratete Bankangestellte Riley North verlässt mit ihrem Ehemann Chris und ihrer Tochter Carly gerade einen Jahrmarkt in Los Angeles, als Chris und Carly aus einem fahrenden Auto heraus von Gangstern erschossen werden. Die Detectives Carmichael und Beltran ermitteln, dass die Morde von dem Gangsterboss und Drogenkartell-Angehörigen Diego Garcia angeordnet wurden, weil Chris scheinbar in die Vorbereitungen eines geplanten Raubüberfalls auf Garcias Organisation verwickelt war. Riley identifiziert die drei Fahrzeuginsassen bei der Polizei eindeutig, woraufhin diese vor Gericht angeklagt werden. Da der Rechtsanwalt der drei Angeklagten Riley zu Hause besucht und dabei Psychopharmaka entdeckt, kann er Rileys Glaubwürdigkeit vor Gericht in Frage stellen, sodass der Richter die Klage abweist und die drei Gangster freikommen. Als Riley anschließend wegen Renitenz in psychiatrische Behandlung überstellt werden soll, flieht sie aus dem Krankenwagen und taucht unter.
Die Handlung setzt Jahre später wieder ein. Am fünften Jahrestag der Ermordung von Rileys Familie werden nacheinander die drei Gangster, deren damaliger Anwalt, der zuständige Staatsanwalt sowie der Richter ermordet. FBI-Agentin Lisa Inman und die örtliche Polizei vermuten einen Rachefeldzug Rileys. Sie hatte nach ihrem Untertauchen ihre Bank um 55.000 $ beraubt und sich danach im Ausland zu einer Kampfmaschine ausgebildet. Beltran lässt eine Großfahndung nach ihr einleiten, sodass sie rasch übers Fernsehen bekannt wird. Auf ihrem Rachefeldzug, und um zu Garcia zu gelangen, tötet Riley zahlreiche Gangster. Als Riley das Anwesen von Garcia erreicht hat, wird sie von ihm verletzt, ehe beide separat vor der anrückenden Polizei flüchten.
Rileys Rückzugsort ist eine von vielen Obdachlosen bewohnte Straße im Stadtviertel Skid Row. Dort versteckt sie ihre Ausrüstung in einem Kleintransporter, den sie von obdachlosen Kindern bewachen lässt. Unterdessen erfährt Inman von einem Datenanalysten der örtlichen Polizei, dass dieses Problemviertel neuerdings überraschend kriminalitätsfrei ist. Daraufhin beginnt sie dort anfangs allein zu ermitteln, und erfährt, auch mithilfe der Kinder, von Rileys Verbindung zu diesem Ort. Später kommt Carmichael alleine statt mit der angeforderten Unterstützung dazu und erschießt Inman. Er ist Unterstützer bzw. Informant von Garcia bei der Polizei und teilt ihm den Ort als Rileys Versteck mit. Daraufhin trifft Garcia mit seinen bewaffneten Handlangern ein, um Riley zu ergreifen.
Dies beobachtet Riley aus einem Versteck in einem nahen Gebäude und informiert mit einer von Inmans Handy live geschickten und im Fernsehen übertragenen Video-Botschaft die Öffentlichkeit über das aktuelle Geschehen vor Ort, wobei sie Garcia identifiziert und Carmichael als Verräter enthüllt. Als Garcia droht, eines der Kinder zu erschießen, stellt sich Riley ihm unbewaffnet. Beltran erreicht den Schauplatz mit einem Polizei-Großaufgebot. Garcia erschießt dafür Carmichael als mutmaßlich Verantwortlichen und flieht separat von Riley. Sie erschießt Garcia kurz darauf trotz Umzingelung durch die Polizei und kann erneut flüchten.
Am Grab ihrer Familie wird die verletzte Riley von Beltran entdeckt. Als er sie später in einem Krankenhaus besucht, dankt er ihr dafür, so viele gesuchte Kriminelle getötet zu haben. Insgeheim drückt er ihr einen Schlüssel in die Hand, mit dem sie ihre Handschellen öffnen und aus ihrem Krankenbett fliehen kann.

## Kritik
Das Lexikon des internationalen Films bewertete den Film mit zwei von fünf möglichen Sternen und beurteilte ihn als „stilistisch und erzählerisch im Rahmen des Genres“. Allerdings überhöhe er die Protagonistin „zur zweifelhaften Erlösergestalt“ und opfere er „Realismus und Glaubwürdigkeit einer politischen Agenda, die moralisierend-moritatenhaft die Wiederherstellung einer fragwürdigen Ordnung verfolgt.“
epd Film hingegen bewertete mit drei von fünf möglichen Sternen. Manfred Riepe urteilte dabei: „Pierre Morel erweist mit Jennifer Garner als überraschend passender Besetzung in der Hauptrolle dem Genre des Rachethrillers Reverenz“.
Richard Brody von The New Yorker bezeichnet Peppermint als „einen rassistischen Film, der die aktuelle Anti-Immigranten-Politik widerspiegelt“ (Original: „a racist film that reflects the current strain of anti-immigrant politics“) Er ist „von ungebremster Hässlichkeit und eine Reflexion und Intensivierung des Hasses, der derzeit den amerikanischen Mainstream vergiftet.“ (Original: „“Peppermint” is a movie of unmitigated ugliness, a reflection and intensification of the current of hate that is currently coursing through the American mainstream.“).